# Brodospas
Brodospas je dioničko društvo za pomorsko-tehničku i brodarsku djelatnost sa sjedištem u Splitu. Osnovan je 1947. kako bi čistio luke i plovne puteve od ostataka iz Drugog svjetskog rata.

## Flota

### Tegljači/opskbrni
1. Brodospas Alfa
2. Brodospas Beta
3. Brodospas Star
4. Brodospas Sun
5. Brodospas Moon
6. Brodospas Storm
7. Brodospas Rainbow
8. Brodospas Ibis

### Višenamjenski
1. Junak
2. Reful
3. Silni

### Višenamjenski tegljači
1. Alioth
2. Alkaid
3. Altair
4. Antares
5. Argus
6. Delta
7. Deneb
8. Hrabri
9. Jaki
10. Kastor
11. Rigel
12. Smjeli

### Teglenice
1. Transporter III
2. Transporter IV
3. Transporter V
4. Transporter VI

## Vanjske poveznice
- Službene stranice
- Brodospas d. d. Hrvatska tehnička enciklopedija, portal hrvatske tehničke baštine. LZMK